# The Essential Alice in Chains
The Essential Alice in Chains — п'ятий збірник пісень американського рок-гурту Alice in Chains, випущений 5 вересня 2006 року.

## Список композицій
| #        | Назва                                    | Автор                         | Тривалість |
| -------- | ---------------------------------------- | ----------------------------- | ---------- |
| 1.       | «We Die Young» (із альбому Facelift)     | Кантрелл                      | 2:33       |
| 2.       | «Man in the Box» (із альбому Facelift)   | Стейлі                        | 4:47       |
| 3.       | «Sea of Sorrow» (із альбому Facelift)    | Кантрелл                      | 5:51       |
| 4.       | «Love, Hate, Love» (із альбому Facelift) | Стейли                        | 6:29       |
| 5.       | «Am I Inside» (із альбому Sap)           | Кантрелл, Стейлі              | 5:09       |
| 6.       | «Brother» (із альбому Sap)               | Кантрелл                      | 4:29       |
| 7.       | «Got Me Wrong» (із альбому Sap)          | Кантрелл                      | 4:12       |
| 8.       | «Right Turn» (із альбому Sap)            | Кантрелл                      | 3:15       |
| 9.       | «Rain When I Die» (із альбому Dirt)      | Кантрелл, Стейлі, Кінні,Старр | 6:03       |
| 10.      | «Them Bones» (із альбому Dirt)           | Кантрелл                      | 2:31       |
| 11.      | «Angry Chair» (із альбому Dirt)          | Стейли                        | 4:49       |
| 12.      | «Dam That River» (із альбому Dirt)       | Кантрелл                      | 3:31       |
| 13.      | «Dirt» (із альбому Dirt)                 | Кантрелл, Стейли              | 5:17       |
| 14.      | «God Smack» (із альбому Dirt)            | Стейли, Кантрелл              | 3:51       |
| 15.      | «Hate to Feel» (із альбому Dirt)         | Стейли                        | 5:17       |
| 16.      | «Rooster» (із альбому Dirt)              | Кантрелл                      | 6:15       |
| 01:14:39 |                                          |                               |            |

## Чарти
| Чарт (2006)      | Позиція |
| ---------------- | ------- |
| US Billboard 200 | 139     |

## Сертифікації
| Регіон                                                      | Сертифікація | Продажі |
| ----------------------------------------------------------- | ------------ | ------- |
| США (RIAA)                                                  | Золотий      | 500 000 |
| продажі+прослуховування, що базуються лише на сертифікаціях |              |         |